# Северные Небесные Наставники
Северные Небесные Наставники — школа даосизма, возникшая в результате раскола Школы Небесных Наставников на севере Китая во время сяньбийской династии Северная Вэй. Основателем школы был  Коу Цяньчжи, который происходил из даосской семьи последователе Школы Небесных Наставников. Он смог войти в доверие главному советнику императора, а потом и к самому императору, установив с 424 года в государстве даосскую  теократическую монархию, в которой жестоко преследовался буддизм, однако школа была подвергнута существенному влиянию буддизма. Даосское государство просуществовало до 450 года. После смены императора и смерти Коу Цяньчжи начались снова преследования даосизма и насаждение буддизма, и даосам удалось обосноваться в городе Лоугуань (樓觀), где школа ещё просуществовала до конца VII века. Позднее школа была поглощена другими даосскими течениями.

## Северная Вэй(424-450)
В 415 году, а потом ещё в 423 году на горе Суншань Коу Цяньчжи посетили знаменательные  видения. Он беседовал с духами, в первый раз даже лично с Лао Цзы, а позднее - Ли Пувэнем, Высшим наставником и праправнуком Лао-цзы. При первых посещениях дух сказал ему, что после ухода патриарха Чжан Даолина школа Небесных Наставников пошла по пути заблуждения, практикуя ложные воззрения.
Дух назначил Коу Цяньчжи Небесным Наставником и поручил устранить излишества в даосских ритуалах. Коу Цяньчжи стал ликвидировать практику оргий и корыстных духов, и стал обращать внимание на чистоту ритуалов и качество практик.
У Коу Цяньчжи появилось множество последователей. Коу старался свести учения к более ортодоксальной, консервативной форме. Его деятельность привлекла внимание взошедшего на трон сяньбийского императора Тай У-ди. В 423 императорским декретом он был официально возведён в сан Небесного Наставника (Тяньши), основав новую линию Северных Небесных Наставников. Сяньбийцы в это время вели непрерывные войны против кочевников на севере и на западе, и против Южной династии Сун на юге, постепенно расширяя свои владения. В результате победоносных войн император Тай У-ди постепенно подчинил весь северный Китай.
Премьер-министр и ревностный сторонник даосизма Цуй Хао (崔浩) смог провести закон о запрете буддизма, что повлекло за собой кровавые расправы над буддийскими лидерами и адептами. Император принял девиз правления «Истинный государь Великого равенства» (тайпин чжэнь цзюнь), и в 444 году провозгласил даосизм государственной религией.
Коу Цяньчжи стал истолковывать свои откровения перед двором как небесное благоволение, что подтверждалось военными победами. Он также считался экспертом в области достижения бессмертия, возглавив специальную алхимическую лабораторию, утверждённую императором. Он стал бороться за целибат духовенства и укрепление морали последователей школы Небесных Наставников, создав устав, подобный правилам винаи.
По всей стране он установил алтари, где проводились регулярные обряды, церемонии и пиры. В 442 году он вручил императору талисман правителя Великого равенства, эта процедура позднее вошла в придворный церемониал.
В 448 Коу Цяньчжи вышел из своего тела, освободился от трупа и стал бессмертным. Цуй Хао потерял поддержку в его лице. Он разгневал императора и был казнён в 450 году.
После смуты в 452 году, когда был убит император, а потом смещён следующий император, ко власти пришёл Вэнь Чэн-ди, сторонник буддизма; даосизм потерял привилении и стал даже преследоваться.
Реформы Коу и его завоевания не удалось закрепить. После смерти Коу Цяньчжи, казни Цуй Хао и убийства императора Тай У-ди во время заговора буддизм снова вернулся в северный Китай, утвердившись с приходом императора Вэнь Чэн-ди как государственная религия. С началом танской династии практики оргий снова вернулись, поэтому исследователи склонны считать, что Коу не смог реформировать даосизм.
Несмотря на это исследователи отмечают, что реформы Коу Цяньчжи привели к тому, что даосизм обрёл зрелость, закрепил устои и нормы и канонизировал ритуалы.

## Лоугуань(450-688)

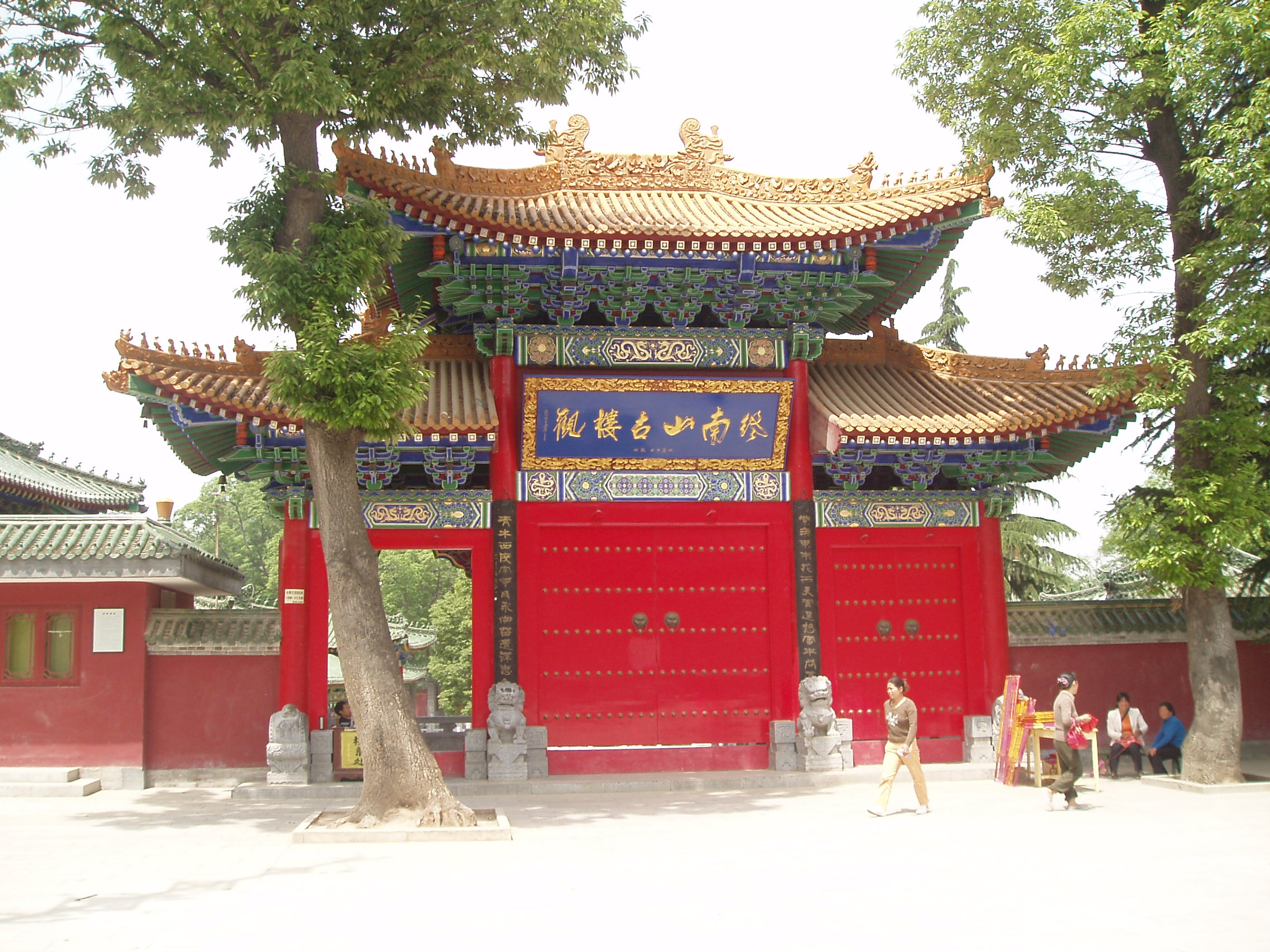
Вход в храм в Логуане.

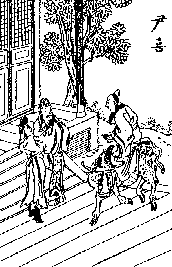
Лао-цзы встречается с Инь Си.

Лоугуань по легенде был той самой пограничной заставой, откуда Лао-цзы ушёл на Запад, оставив начальнику пограничной заставы Инь Си (尹喜) текст Даодэцзина. К тому времени (470 год) Лоугуань превратился в мощный храмовый центр, в котором также находилось собрание многочисленных даосских сочинений, в том числе школ Линбао и Шанцин.
В Лоугуань собрались также беженцы от преследований даосизма с юга Китая при императоре У-ди
В VII веке здесь проходили религиозные диспуты между даосизмом и буддизмом по поводу того, какое учение может принести мир и стабильность.
Первый диспут организовал даос Фуи, который предложил запретить буддизм по всему Китаю. Буддисты, подкованные в дискуссиях, смогли разбить его аргументацию по большинству пунктов.
Второй диспут организовал друг Фуи, даос Лу Чжунцин. Императоры династии Тан поддерживали даосизм, и закрепили первородство и преимущества даосизма специальным указом 637 года. В 674 власть в стране захватила императрица  У Цзэтянь, которая отменила указ.
Последним северным небесным наставником был Инь Вэньцао, который прибыл в Лоугуань в 636 году. Ему удалось завоевать расположение императора Гао-цзуна.  После его смерти в 688 году Лоугуань, хотя и оставался важным даосским центром, был захвачен другой школой.

## Тексты
Лаоцзюнь Иньсун Цзецзин (Laojun Yinsong Jiejing) - сочинение, "открытое"  Коу Цяньчжи в 415 году. Текст не сохранился, однако сохранилось несколько отдельных фрагментов. В частности 36 предписаний и правил поведения даоса. Перечисляются запреты, рекомендации по поводу проведения трапезы и похоронных ритуалов, и отдельные замечания о практике достижения бессмертия.
Сишэнцзин (кит. упр. 西昇經, пиньинь Xīshēngjīng, палл. Сишэньцзин - Книга Западного Восхождения) написана уже в Лоугуани. Это сочинение содержит рассказ о переселении Лао-цзы в Индию и передаче "Даодэцзина" начальнику пограничной заставы Инь Си. Однако текст содержит лишь фабулу рассказа о путешествии в Индию, основное содержание - наставления для адепта о том, как следовать дао, о медитациях, о святых бессмертных и о жизни после смерти.

## Характеристика учения

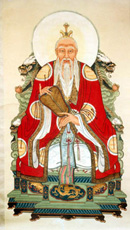
Лао-цзы как божество.

Учение Северных Небесных Наставников имеет много общего, но и много существенных различий с прежним учением Школы Небесных Наставников со времён Чжан Лу.
- Отрицание сексуальных практики как средство достижения бессмертия, при этом "искусство внутренних покоев" считается несовместимым с религией.[5]
- Отказ от налогов (рисом)
- Отказ от передачи религиозных званий по наследству
- Представление о том, что Будда является учеником  Лао-цзы и что его учение произошло от даосизма.[6]
- Ряд правил поведения и питания, частично заимствованных из буддизма.[7]
- Введение монастырей. Это были первые даосские монастыри в Китае, организованные по аналогии с буддийскими монастырями.
- Отрицательное отношение к мессианству
- Заучивание наизусть и многократное копирование священных текство, подобных даодэцзину.
- Представление о карме и реинкарнациях. Праведные люди смогут в новом рождении стать бессмертными, а нечестивые переродятся в виде зверей или насекомых.[8][9]

Подобно ранней Школе Небесных Наставников, северная школа высоко почитала Лао-цзы, как воплощение Дао. Лао-цзы существует в Вечности и является Творцом Вселенной. Он появляется на земле лишь на короткое время и приности с собой священные тексты, такие как даодэцзин и сишэнцзин. Он продолжает появляться, принося Коу Цяньчжи и его последователям новые тексты и послания. При этом Лао-цзы очень сильно связан с Буддой. Отдельные тексты даже считают его Буддой, или провозглашают Буддой начальника пограничной заставы Инь Си.

## Практики
Северные Небесные Наставники установили регулярные общие ритуалы, в том числе семидневная коллективная трапеза. Для очистки себя перед ритуалом трапезы, члены общины должны воздерживаться от мяса, лука, чеснока, имбиря. Трапеза включает употребление вина, риса и овощей. При этом во время трапезы полагается совершать поклоны и возжигать благовония. Такие трапезы проводят также после смерти члена общины. Участники трапезы пытаются при этом очистить грехи усопшего.
Школа Северных Небесных Наставников была одной из первых даосских школ, в которой появились монастыри, подобно буддийским. Первоначально Коу жил на горе Суншань в монастыре, который известен сейчас как Шаолиньский монастырь. Позднее монастырский даосизм привился в Лоугуане. Под влиянием буддизма возникло различие между мирянами и монахами, возникла процедура ординации и были сформулированы способы спасения монахов.